# Caminomorisco
Caminomorisco (extremeny: Caminomoriscu) és un municipi de la província de Càceres, a la comunitat autònoma d'Extremadura (Espanya).

## Demografia
| 2001 | 2002 | 2003 | 2004 | 2005 | 2006 |
| ---- | ---- | ---- | ---- | ---- | ---- |
| 1236 | 1265 | 1280 | 1269 | 1292 | 1292 |